# Gewone paardenmossel
De (gewone) paardenmossel (Modiolus modiolus) is een in zee levend tweekleppig weekdier.

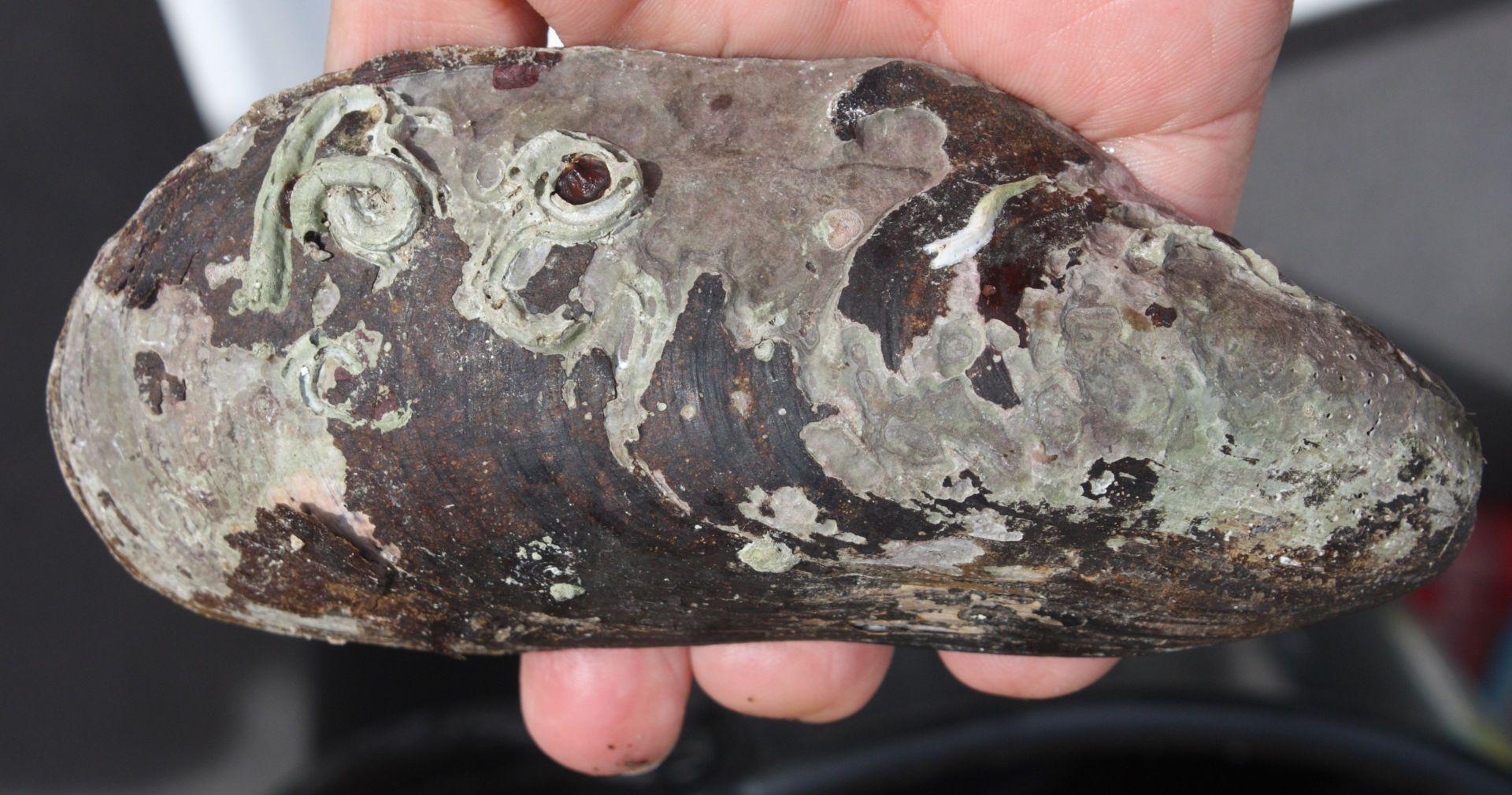

## Beschrijving

### Schelpkenmerken
De schelp lijkt op de mossel (Mytilus edulis) maar wordt groter, dikschaliger en boller terwijl de top niet volledig aan de voorzijde zit maar een stukje ervan af. Hierdoor is de voorzijde ook minder scherp en breder afgerond. Van de top naar de achterkant van de schelp loopt een hoge rug. De onderrand is wat naar binnen gebogen. De buitenzijde van de schelp heeft onregelmatige groeilijnen. De binnenzijde van de schelp is bedekt met een parelmoerlaag die grotendeels bijna tot de schelprand doorloopt.

### Grootte van de schelp
Lengte tot 170 mm (bij uitzondering tot 230 mm), hoogte tot 65 mm. Strandexemplaren zijn meestal niet groter dan 80 mm.

### Kleur van de schelp
De buitenkant van de schelp is lichtpaars en is bedenkt met een na de dood makkelijk afschilferende, donkerbruine tot zwarte opperhuid. Bij jonge exemplaren is deze bedekt met stugge, vezelige haren.

### Habitat en leefwijze
De gewone paardenmossel leeft in het Noordzeegebied in water dat doorgaans dieper is dan 20 meter en kan tot meer dan 200 meter waterdiepte voorkomen. Tussen 30 en 60 meter is lokaal een levensgemeenschap aanwezig die deze soort als belangrijkste vertegenwoordiger heeft, de zogenaamde Modiolus-fauna. Een enkele gemeenschap kan vele tientallen km2 van de zeebodem bedekken. De schelpen zijn met een byssusdraden vastgehecht aan een vast substraat, zoals rots-, grind- en stenen-bodems. Soortgenoten kunnen ook als substraat dienen. Schelpen van de Gewone Paardenmossel zijn vaak begroeid met andere organismen zoals zeepokken, kalkkokerwormen mosdiertjes, etc. De dieren beginnen als zij vijf à zes jaar oud zijn met het produceren van nakomelingen. Elke keer worden meer dan twintig miljoen eieren het water in gespoten. Ze kunnen een leeftijd van ongeveer twintig jaar bereiken.

### Voeding
De gewone Paardenmossel is een filtervoeder en leeft van plankton en ander in het water zwevend voedsel.

### Areaal
Een noordelijke soort met in de Atlantische Oceaan een zuidelijkste voorkomen in de Golf van Biskaje. Aan de Amerikaanse Oostkust van Labrador tot North Carolina, in de Grote Oceaan van de Beringstraat tot aan Japan en Californië.
Van Noord naar Zuid steeds dieper water bewonend.

### Voorkomen
De gewone paardenmossel is een zeldzame schelp in het aanspoelsel op de Nederlandse en Belgische stranden. Op de Noordzeestranden van de Nederlandse Waddeneilanden zijn losse kleppen iets algemener. Op de Duitse en Deense stranden spoelen schelpen van de Gewone Paardenmossel algemener aan. Op drijvende voorwerpen die op het strand aanspoelen zijn vastgehechte jonge exemplaren regelmatig te vinden. Fragmenten van fossiele schelpen zijn niet echt zeldzaam op de Zeeuwse stranden.

### Fossiel voorkomen
In het Noordzeebekken bekend uit het Plioceen en het Kwartair.